# Juventud Socialista de Austria
La Juventud Socialista de Austria (en alemán, Sozialistische Jugend Österreich, SJÖ) es una organización política juvenil socialista en Austria. Aunque no forma parte del Partido Socialdemócrata de Austria (SPÖ), existe una estrecha relación entre ambas. El programa básico de la organización aprobada en 2004 se basa en el socialismo científico y el marxismo, por lo que en el espectro político se encuentran más a la izquierda que el SPÖ. El SJÖ es miembro tanto de las Juventudes Socialistas Europeas como de la Unión Internacional de Juventudes Socialistas, que tiene su sede precisamente en Viena.
La juventud socialista está representada en los nueve estados federados por organizaciones subestatales, que a su vez se dividen en grupos locales y distritales. Su labor política consiste por un lado la divulgación en forma de reuniones grupales de distrito y de grupos locales, así como seminarios políticos (talleres educativos... etc.) y por otro lado de activismo político, principalmente antifascista y feminista.